# Mittendorf-Streifengrasmaus
Die Mittendorf-Streifengrasmaus (Lemniscomys mittendorfi) ist ein Nagetier in der Familie der Langschwanzmäuse, das in Kamerun vorkommt.

## Merkmale
Die Art erreicht eine Kopfrumpflänge von 85 bis 98 mm, eine Schwanzlänge von 75 bis 85 mm sowie ein Gewicht von 22 bis 34 g. Sie hat 19 bis 22 mm lange Hinterfüße und 13 bis 15 mm lange Ohren. Das Fell der Oberseite hat eine deutlich dunkelbraune Grundfarbe sowie einen zentralen schwarzen Aalstrich. An den Aalstrich schließen auf beiden Seiten acht helle Linien an, die aus Reihen von hellen Flecken bestehen. Dabei sind die Flecken in den oberen drei Reihen deutlich erkennbar, während die unteren Linien durchgängig hell erscheinen. Auf der Unterseite besteht das Fell vorwiegend aus grauen Haaren mit weißer Spitze. Auf der Brust sind die Haarspitzen eher hell gelbbraun. Die Mittendorf-Streifengrasmaus hat hellbraune Augenringe und eine hellbraune Schnauze. Der mit kurzen Haaren bedeckte Schwanz ist oberseits schwarz und unterseits weiß.

## Verbreitung und Lebensraum
Diese Streifengrasmaus ist nur aus dem Umfeld des Berges Mount Oku und des Sees Oku bekannt, die im Westen Kameruns liegen. Die Art hält sich auf Bergwiesen in 2100 bis 2300 Meter Höhe auf. Im Verbreitungsgebiet gibt es vereinzelt Büsche.

## Status
Es ist nicht bekannt, in welchem Ausmaß grasende Haustiere den Bestand beeinflussen. Die IUCN listet die Mittendorf-Streifengrasmaus aufgrund ihres begrenzten Verbreitungsgebiets als gefährdet (vulnerable).

## Belege
1. ↑  Lemniscomys mittendorfi. In: Don E. Wilson, DeeAnn M. Reeder (Hrsg.): Mammal Species of the World. A taxonomic and geographic Reference. 2 Bände. 3. Auflage. Johns Hopkins University Press, Baltimore MD 2005, ISBN 0-8018-8221-4.
2. 1 2  Erik van der Straeten: Lemniscomys mittendorfi In: Jonathan Kingdon, David Happold, Michael Hoffmann, Thomas Butynski, Meredith Happold und Jan Kalina (Hrsg.): Mammals of Africa Volume III. Rodents, Hares and Rabbits. Bloomsbury, London 2013, S. 449; ISBN 978-1-4081-2253-2.
3. 1 2  Lemniscomys mittendorfi in der Roten Liste gefährdeter Arten der IUCN 2017. Eingestellt von: van der Straeten, E., 2008. Abgerufen am 10. Februar 2018.